# Maków
Maków è un comune rurale polacco del distretto di Skierniewice, nel voivodato di Łódź.
Ricopre una superficie di 82,97 km² e nel 2004 contava 5 993 abitanti.